# Věžky (okres Kroměříž)
Obec Věžky se nachází v okrese Kroměříž ve Zlínském kraji. Žije zde 444 obyvatel. Obec Věžky se nachází 11 km západně od Kroměříže.

## Historie
První písemná zmínka o obci pochází z roku 1348. Od roku 1960 je sloučena s obcí Vlčí Doly.
V letech 1976–2012 hostily Věžky zahradnickou výstavu Floria, později přesunutou do Kroměříže.

## Obyvatelstvo

### Struktura
Vývoj počtu obyvatel za celou obec i za její jednotlivé části uvádí tabulka níže, ve které se zobrazuje i příslušnost jednotlivých částí k obci či následné odtržení.
| Místní části   | Místní části | 1869 | 1880 | 1890 | 1900 | 1910 | 1921 | 1930 | 1950 | 1961 | 1970 | 1980 | 1991 | 2001 | 2011 |
| -------------- | ------------ | ---- | ---- | ---- | ---- | ---- | ---- | ---- | ---- | ---- | ---- | ---- | ---- | ---- | ---- |
| Počet obyvatel | část Věžky   | 558  | 547  | 585  | 618  | 663  | 658  | 669  | 536  | 577  | 507  | 438  | 347  | 346  | 385  |
| Počet domů     | část Věžky   | 82   | 93   | 96   | 100  | 101  | 107  | 125  | 148  | 142  | 136  | 124  | 146  | 149  | 162  |

## Pamětihodnosti
- Zámek Věžky
- Kostel sv. Alžběty

## Galerie

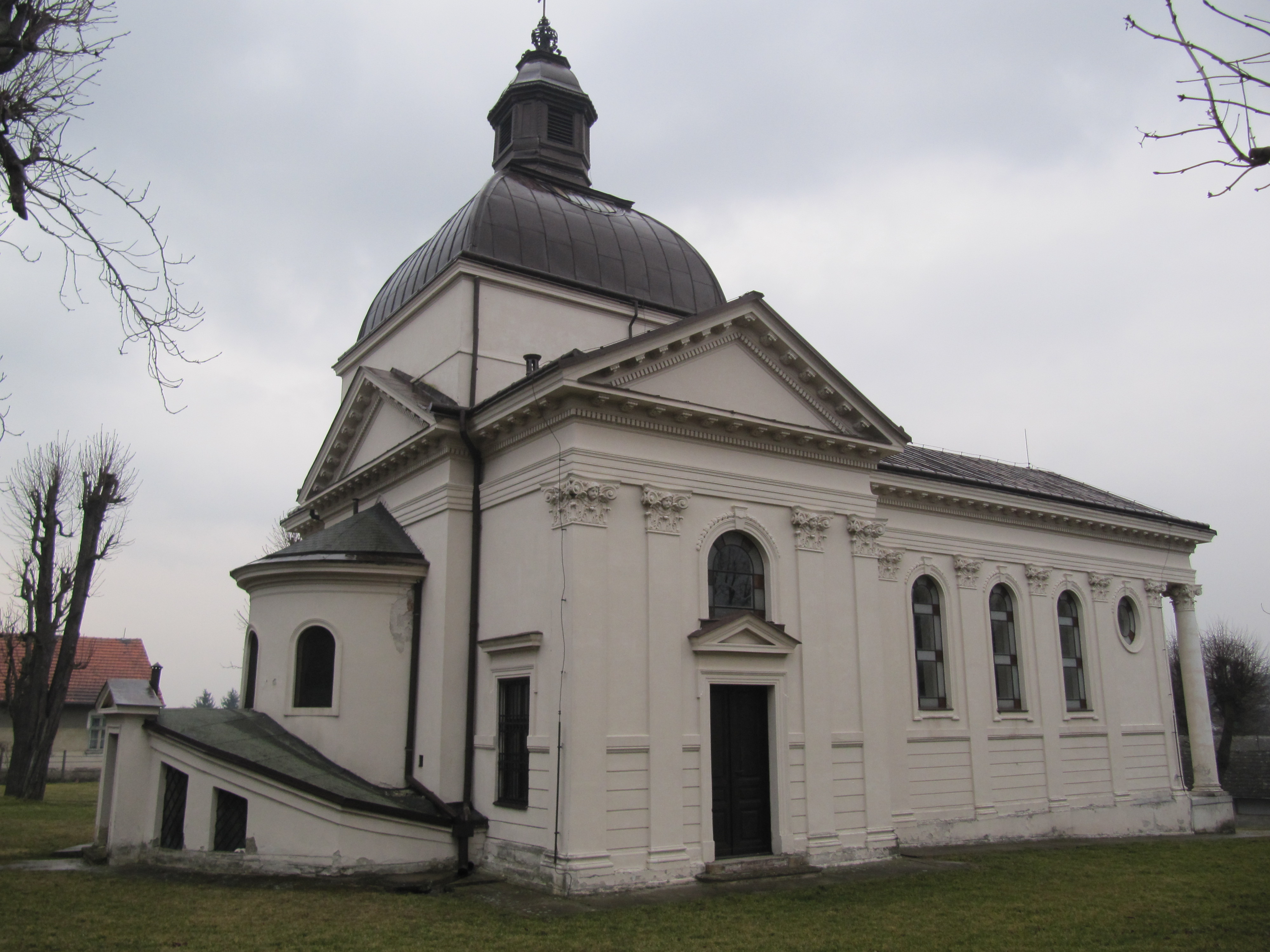
Kostel sv. Alžběty
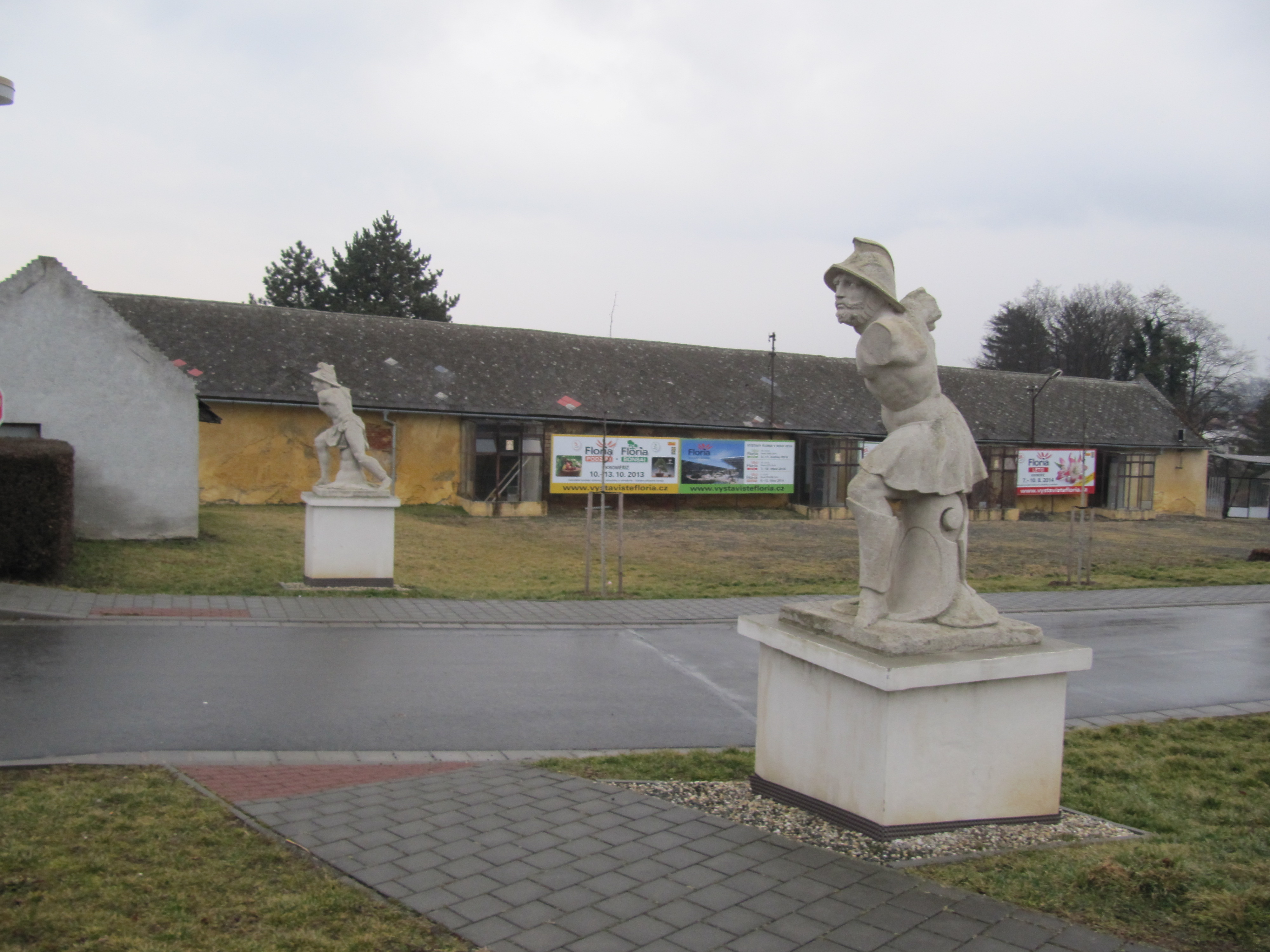
Sochy gladiátorů
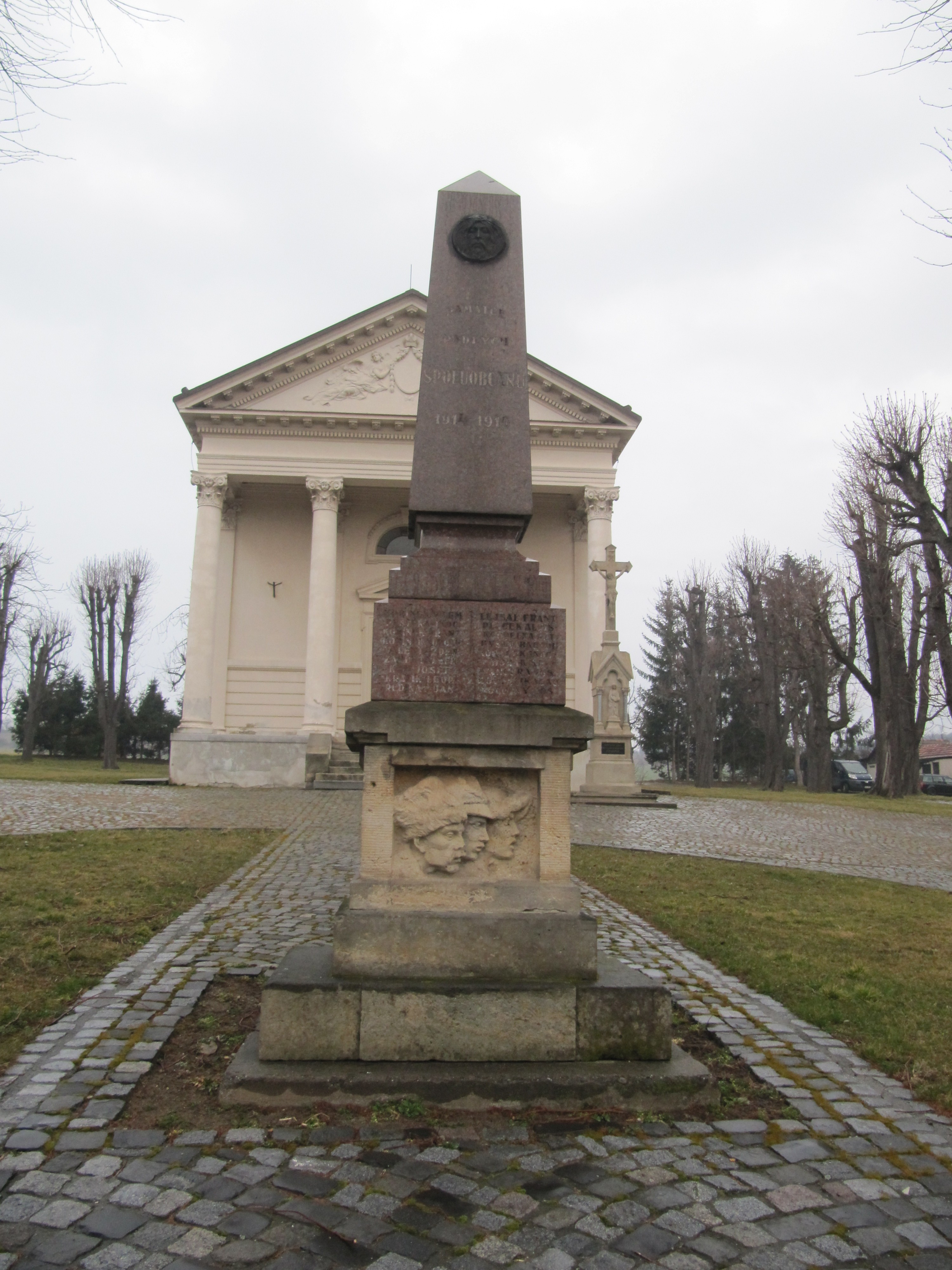
Pomník obětem I. světové války
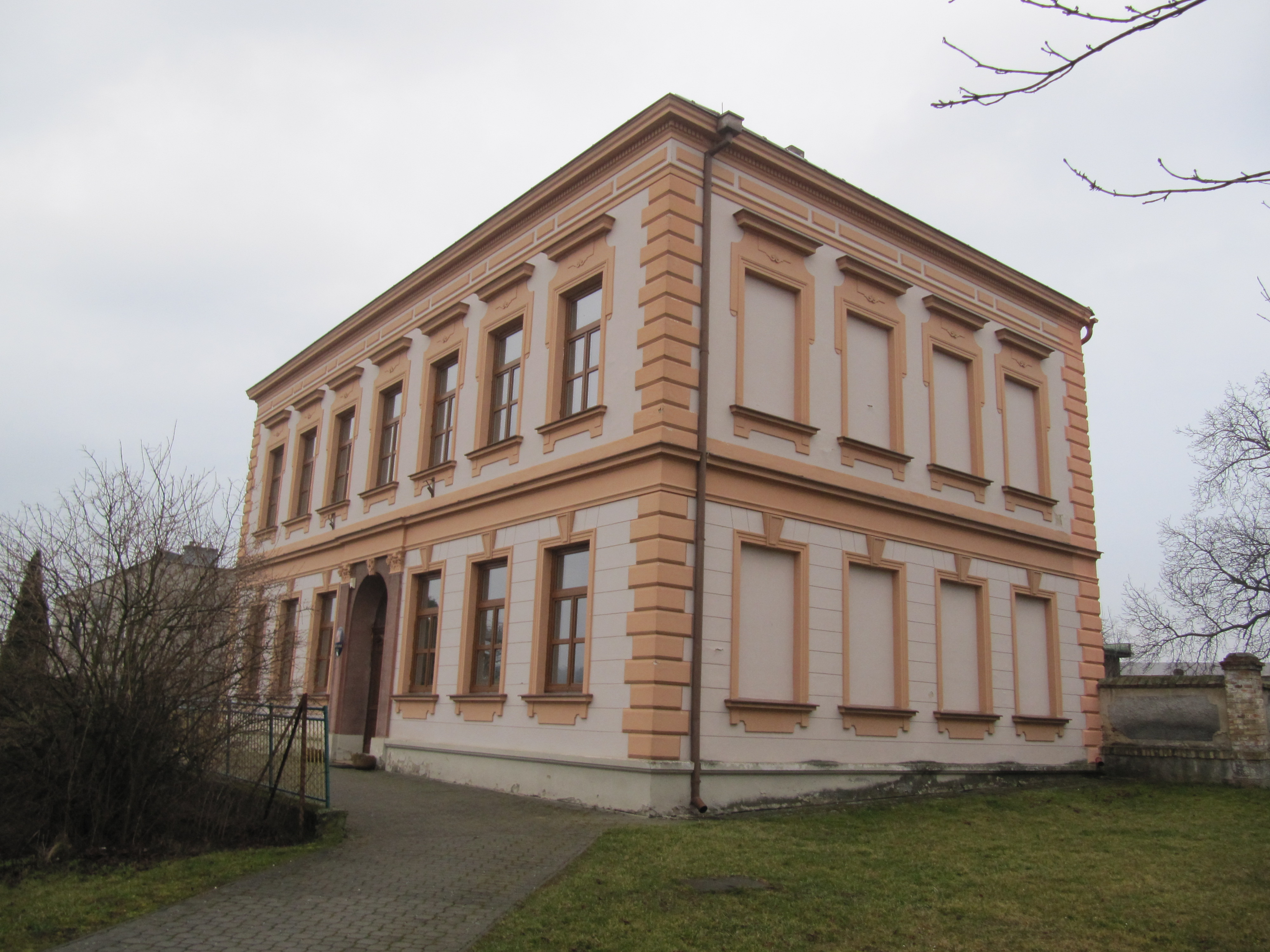
Obecní úřad

## Části obce
- Věžky
- Vlčí Doly

## Osobnosti
- Jaroslav Horák (1922–1994), šlechtitel a průkopník československého vinohradnictví a vinařství
- František Srbecký (1840–1909), katolický kněz a politik, zemský poslanec
- Antonín Konstantin Víták (1835-1906), pedagog a spisovatel